# Norrland

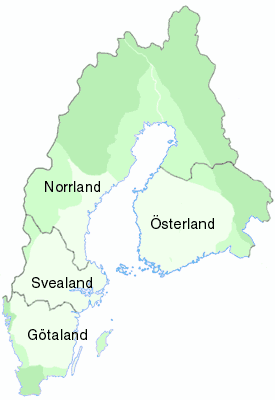
Svédország történelmi országrészei. A sötétebb színezés későbbi svéd birtokbavételt jelez. Svédország ebben a teljes kiterjedésben, illetve ezekkel a határokkal egyidejűleg soha nem létezett

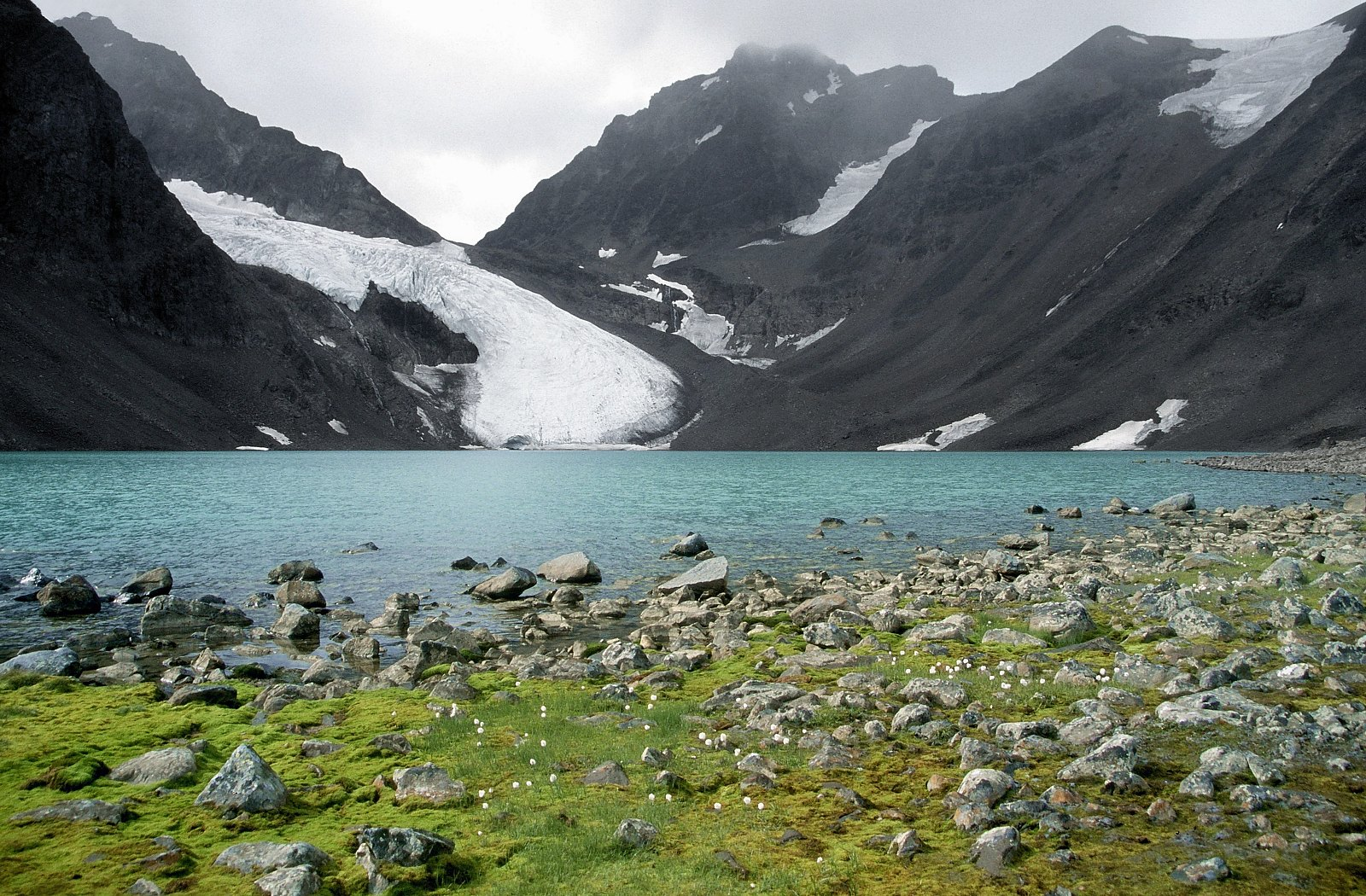
A Tarfala gleccser és tó, Lappföldön, észak Norrland

Norrland Svédország egyik történelmi országrésze. Svédország és Finnország északi fele tartozott ide. A svéd oldalról Svealand, míg a finn oldalról Österland határolta.

## Tartományok
Norrland a következő kilenc tartományból áll (amelyből Västerbotten és Lappland tartományokat a mai Svédország és Finnország között osztottak fel, valamint Österbotten, ami a mai Finnország területén található):
| - Ångermanland - Gästrikland - Hälsingland - Härjedalen - Jämtland - Lappland - Medelpad - Österbotten - Västerbotten | Ångermanland · Gästrikland · Hälsingland · Härjedalen · Jämtland · Lappland · Medelpad · Österbotten · Västerbotten |

## Történelem
Ahogy a Svéd Királyság terjeszkedni kezdett észak fele, mind a svéd, mind a finn területeken tartományokat hoztak létre. A roskildei béke értelmében Norvégia átadta Jämtland és Härjedalen tartományokat. 1809 után Norrland két részre szakadt, a teljes Österbotten tartományt, valamint Lappland és Västerbotten tartomány keleti részeit Oroszországhoz csatolták.